# Kwak Dong-yeon
Kwak Dong-yeon (hangul: 곽동연; Daejeon, 19 de marzo de 1997) es un actor y músico surcoreano.

## Biografía
Tiene un hermano mayor. El 26 de febrero de 2014 su madre falleció debido a una enfermedad.
Más tarde en febrero del 2013 se graduó del "Munrae Junior High School" y eventualmente se graduó del School of Performing Arts Seoul.
Es buen amigo del cantante Oh Hee-jun del grupo KNK.

## Carrera
Es miembro de la agencia "H& Entertainment" (에이치앤드엔터테인먼트) desde agosto del 2020. Previamente fue miembro de la agencia FNC Entertainment del 2010 hasta el 2020.
Ha participado en sesiones fotográficas para "Singles", entre otros.
En 2012 debutó en la serie My Husband Got a Family, por su interpretación recibió el premio a mejor actor joven del Korea Drama Awards.
Posteriormente en el 2013 protagonizó Adolescence Medley, en el 2014 Modern Farmer y en el 2016, ganó reconocimiento con el drama histórico Love in the Moonlight.
Es también el líder y guitarrista de la banda Kokoma (literalmente, "Banda de niños pequeños"), manejada por FNC Entertainment.
A finales de mayo del 2018 se anunció que se había unido al elenco del nuevo drama My ID is Gangnam Beauty, donde dio vida a Yeon Woo-young, el compañero de cuarto de Do Kyung-suk (Cha Eun-woo).
El 10 de diciembre del mismo año se unió al elenco de la serie My Strange Hero (también conocida como "Revenge is Back") donde interpretó a Oh Se-ho, el nuevo presidente de la junta directiva da la escuela secundaria que esconde un secreto, hasta el final de la serie el 4 de febrero de 2019.
En junio del 2019 realizó una aparición especial durante el primer episodio de la serie Doctor Detective donde dio vida a Jung Ha-rang, un joven trabajador ingeniero de servicios de puertas de pantallas que se graduó de la escuela técnica y que es un empleado sub-contratista de "TL Metro",  que tiene la esperanza de convertirse en un empleado de tiempo completo de una gran empresa.
El 2 de noviembre del 2019 se unió al elenco principal de la serie Never Twice (también conocida como "No Second Chance") donde dio vida a Na Hae-joon, el engreído y despiadado heredero de un hotel de cinco estrellas y el jefe del departamento de planificación estratégica, hasta el final de la serie el 7 de marzo del 2020.
En febrero de 2021 se unió al elenco de la serie Vincenzo donde interpretó a Jang Han-seo, el jefe de "Babel Group", un hombre con poder y riqueza que no tiene miedo en usarlos sobre los demás, hasta el final de la serie el 2 de mayo del mismo año.
En junio del mismo año se anunció que estaba en pláticas para unirse al elenco principal de la serie Hunting Dogs.
En abril de 2022 se unirá al elenco de la serie web Monstrous donde dará vida a Kwak Yong-joo, el alborotador del condado de Jinyang, con una mirada desafiante y una actitud problemática, el terrible desastre que azota al pueblo para él es solo otra historia interesante.
En noviembre del mismo año se confirmó que se había unido al elenco de la serie Big Mouse, donde interpretará a Jerry, un hombre con tres delitos de fraude a su nombre y quien respeta al genio estafador conocido como "Big Mouse".

## Filmografía

### Series de televisión
| Año     | Título                            | Personaje                  | Canal | Notas                               | Ref.          |
| ------- | --------------------------------- | -------------------------- | ----- | ----------------------------------- | ------------- |
| 2012    | My Husband Got a Family           | Bang Jang-goon             | KBS   |                                     |               |
| 2013    | Jang Ok-jung, Living by Love      | Príncipe Dong-pyeong joven | SBS   |                                     |               |
| 2013    | Adolescence Medley                | Choi Jeong-woo             | KBS   |                                     |               |
| 2014    | Inspiring Generation              | Shin Jung-tae (de joven)   | KBS   |                                     |               |
| 2014    | Middle School Student A           | Lee Hae-joon               | KBS   | Drama Special                       |               |
| 2014    | Modern Farmer                     | Han Ki-joon                | SBS   |                                     |               |
| 2015    | Splendid Politics                 | Yi Ui-rip                  | MBC   |                                     |               |
| 2015    | Avici                             | Ji Sun-woo                 | KBS   | Drama Special                       |               |
| 2016    | Come Back Mister                  | Han Gi-tak (de joven)      | SBS   |                                     |               |
| 2016    | Puck!                             | Hwang Gyung-pil            | SBS   |                                     | [ 30 ]        |
| 2016    | Pied Piper                        | Jung In                    | tvN   |                                     | [ 31 ]        |
| 2016    | The Master of Revenge             | Lee Yong-joo               | KBS2  |                                     | [ 32 ]        |
| 2016    | Luz de luna pintada por las nubes | Kim Byung-yeon             | KBS2  |                                     |               |
| 2017    | Fight For My Way                  | Exnovio de Ae-ra           | KBS2  | Cameo                               | [ 33 ]        |
| 2017    | Reunited Worlds                   | Sung Hae-cheol             | SBS   |                                     |               |
| 2017    | Slow                              | Lee Ji-won                 | KBS2  | Drama Special                       | [ 34 ]        |
| 2018    | Radio Romance                     | Dr. Jason                  | KBS2  |                                     |               |
| 2018    | My ID is Gangnam Beauty           | Yeon Woo-young             | JTBC  |                                     |               |
| 2018-19 | My Strange Hero                   | Oh Se-ho                   | SBS   |                                     |               |
| 2019    | Doctor Detective                  | Jung Ha-rang               | SBS   |                                     | [ 35 ]        |
| 2019-20 | Never Twice                       | Na Hae-joon                | MBC   |                                     |               |
| 2020    | Está bien no estar bien           | Kwon Ki-do                 | tvN   | Aparición especial                  | [ 36 ]        |
| 2021    | Attention Seeker                  | Kang Tae-soo               | tvN   | Drama Stage, un ep.                 | [ 37 ] [ 38 ] |
| 2021    | Vincenzo                          | Jang Han-seo               | tvN   |                                     | [ 39 ]        |
| 2021-22 | Aquel año nuestro                 | Noo Ah                     | SBSTV | Aparición especial, ep. 4, 6, 15-16 | [ 40 ]        |
| 2022    | Big Mouse                         | Jerry                      | tvN   |                                     | [ 28 ]        |
| 2024    | La reina de las lágrimas          | Hong Soo-cheol             | tvN   |                                     | [ 41 ]        |

### Web drama
| Año   | Título     | Título Original | Personaje     | Canal         |
| ----- | ---------- | --------------- | ------------- | ------------- |
| 2015  | Suck It Up | 아부쟁이 얍     | Park Ge-on    | Naver TV Cast |
| 2022- | Monstrous  | 괴이            | Kwak Yong-joo | TVING         |

### Películas
| Año  | Título               | Personaje     | Notas                                                                 | Ref.   |
| ---- | -------------------- | ------------- | --------------------------------------------------------------------- | ------ |
| 2016 | Misbehavior          | Yoo Jong-ki   |                                                                       |        |
| 2017 | Man of Will          | Choi Yoon-suk | Junto a Cho Jin-woong, Song Seung-heon, Jung Jin-young y Jung Man-sik |        |
| 2022 | 6/45                 | Man-chul      | Junto a Go Kyung-pyo, Lee Yi-kyung y Eum Moon-suk                     | [ 42 ] |
| 2024 | Love in the Big City | Jun-su        | Junto a Kim Go-eun y Noh Sang-hyun                                    | [ 43 ] |

### Programas de variedades
| Año   | Título                           | Canal | Notas                 |
| ----- | -------------------------------- | ----- | --------------------- |
| 2022  | Young Actors' Retreat (Youth MT) |       | miembro               |
| 2021- | Delicious Rendezvous             | SBS   | miembro               |
| 2021  | Baek Jong-won's Alley Restaurant | SBS   | invitado              |
| 2021  | Amazing Saturday (DoReMi Market) | tvN   | (ep. #151) - invitado |
| 2017  | Our Life School                  | tvN   |                       |
| 2015  | Animales                         | MBC   | miembro               |
| 2013  | Cheongdam-dong 111               | tvN   | Banda Kokoma          |

### Presentador
| Año  | Programa                | Notas                    |
| ---- | ----------------------- | ------------------------ |
| 2019 | Melon Music Awards 2019 | presentador de categoría |

### Videos musicales
| Año  | Título          | Artista         | Notas | Ref           |
| ---- | --------------- | --------------- | ----- | ------------- |
| 2013 | "Stargirl 2013" | Bulldog Mansion |       | [ 48 ] [ 49 ] |
| 2013 | "Be Forgotten"  | Kwak Dong-yeon  |       | [ 50 ]        |
| 2017 | "Excuse Me"     | AOA             |       |               |

### Teatro
| Año  | Obra              | Personaje | Notas               |
| ---- | ----------------- | --------- | ------------------- |
| 2019 | The Elephant Song | Michael   | junto a Jung Il-woo |

### Revistas / sesiones fotográficas
| Año  | Título        | Notas         |
| ---- | ------------- | ------------- |
| 2021 | ELLE Korea    | [ 51 ]        |
| 2021 | ESQUIRE Korea | [ 52 ] [ 53 ] |

## Discografía

### Singles
| Año  | Intérpretes                                | Canción   | Álbum                          | Notas  |
| ---- | ------------------------------------------ | --------- | ------------------------------ | ------ |
| 2012 | Kwak Dong-yeon, Yoo Jun-sang & Kim Sang-ho | "Ce Song" | OST de My Husband Got a Family | [ 54 ] |

## Premios y nominaciones
| Año  | Premio                                       | Categoría                                  | Trabajo                           | Resultado | Ref.   |
| ---- | -------------------------------------------- | ------------------------------------------ | --------------------------------- | --------- | ------ |
| 2012 | 5th Korea Drama Awards                       | Mejor Actor joven                          | My Husband Got a Family           | Ganador   |        |
| 2012 | KBS Drama Awards                             | Mejor Actor joven                          | My Husband Got a Family           | Nom       |        |
| 2014 | 16th Seoul International Youth Film Festival | Mejor Actor joven                          | Inspiring Generation              | Nom       |        |
| 2014 | KBS Drama Awards                             | Mejor Actor joven                          | Inspiring Generation              | Ganador   | [ 55 ] |
| 2016 | KBS Drama Awards                             | Mejor actor nuevo                          | Luz de luna pintada por las nubes | Nom       |        |
| 2017 | 10th Korea Drama Awards                      | Mejor actor nuevo                          | Luz de luna pintada por las nubes | Nom       | [ 56 ] |
| 2017 | KBS Drama Awards                             | Mejor Actor de drama especial/ drama corto | Slow                              | Nom       |        |
| 2020 | 7th APAN Star Award                          | Excellence Award, Actor in a Serial Drama  | Never Twice                       | Nominado  |        |